# Hortário (comandante)
Hortário (em latim: Hortarius) foi um comandante militar romano de origem alamana ativo na segunda metade do século IV, durante o reinado do imperador Valentiniano I (r. 364–375). Nada de sabe com certeza a respeito de seu parentesco, mas supõe-se que fosse filho do rei alamano Hortário. Exerceu a função de general por algum tempo após sua nomeação pelo imperador, mas mais tarde foi executado por traição.